# Hofanlage Genhöfen 2
Die Hofanlage Genhöfen 2 in der niedersächsischen Samtgemeinde Land Hadeln, Ortsteil Wingst-Weißenmoor, im Landkreis Cuxhaven, stammt vom Anfang des 19. Jahrhunderts. Aktuell (2024) wird sie wohl landwirtschaftlich genutzt.
Die Gebäude stehen unter Denkmalschutz (siehe auch Liste der Baudenkmale in Wingst).

## Geschichte und  Beschreibung
Der Forst Wingst wurde erstmals 1301 erwähnt. 1822 bis 1846 fand die Wingst-Teilung statt, mit dem Ziel den bis dahin der Allgemeinheit gehörenden Besitz in Privateigentum zu überführen. Die Wingst ist heute ein beliebtes Ausflugsziel. Am Südrand Weißenmoors gruppieren sich drei baumbestandene Hofanlagen.
Die Hofanlage besteht aus:
- dem eingeschossigen giebelständigen Wohn- und Wirtschaftsgebäude von um 1800 als Zweiständer-Hallenhaus in Fachwerk mit Steinausfachungen, mit reetgedecktem Satteldach und am Wirtschaftsgiebel mit Uhlenloch, der Grooten Door mit Segmentbogen und mit einer regionaltypischen senkrechten Verbretterung im oberen Giebeldreieck, Seitenwände teilweise massiv ersetzt,[2]
- der eingeschossigen traufständigen Scheune von um 1900 in verbohltem Fachwerk, mit Satteldach sowie zwei Querdurchfahrten[3]
- sowie weiteren nicht denkmalgeschützten Nebenanlagen.

Das Landesdenkmalamt befand u. a.: „… geschichtliche und städtebauliche Gründe wegen des ortsgeschichtlichen, gebäudetypischen, orts- und landschaftsbildprägenden Zeugniswerts ….“